# Titularbistum Epidaurum
Das Bistum Epidaurum (lateinisch Dioecesis Epidauritanensis) ist ein Titularbistum der römisch-katholischen Kirche.
Es geht zurück auf einen untergegangenen Bischofssitz in der Stadt Cavtat in der historischen Region Dalmatien (heute Süd-Kroatien).
| Titularbischöfe von Epidaurum |             |                                  |             |     |
| Nr.                           | Name        | Amt                              | von         | bis |
| 1                             | Mijo Gorski | Weihbischof in Zagreb (Kroatien) | 3. Mai 2010 |     |